# 埃德·迈肯
爱德华·安东·迈肯（英語：Edward Anton Mikan，1925年10月20日—1999年10月22日），美国NBA联盟前职业篮球运动员。他在1948年的NBA选秀中第1轮第5顺位被芝加哥牡鹿选中。